# Stajićevo
Stajićevo (srbsko Стајићево, madžarsko Óécska) je mesto v Srbiji, ki upravno spada pod Občino Zrenjanin; slednja pa je del Srednjebanatskega upravnega okraja.

## Demografija
V naselju živi 1599 polnoletnih prebivalcev, pri čemer je njihova povprečna starost 38,8 let (37,6 pri moških in 40,0 pri ženskah). Naselje ima 627 gospodinjstev, pri čemer je povprečno število članov na gospodinjstvo 3,19.
To naselje je, glede na rezultate popisa iz leta 2002, večinoma srbsko.
|  |

| Demografija | Demografija     | Demografija     |
| Leto        | Št. prebivalcev | Št. prebivalcev |
| ----------- | --------------- | --------------- |
|             |                 |                 |
|             |                 |                 |
|             |                 |                 |
|             |                 |                 |
| 1948        | 1133            |                 |
| 1953        | 1229            |                 |
| 1961        | 1413            |                 |
| 1971        | 1607            |                 |
| 1981        | 1993            |                 |
| 1991        | 2058            | 1969            |
| 2002        | 2035            | 1999            |
|             |                 |                 |

| Etnična sestava po popisu iz leta 2002 | Etnična sestava po popisu iz leta 2002 | Etnična sestava po popisu iz leta 2002 | Etnična sestava po popisu iz leta 2002 | Etnična sestava po popisu iz leta 2002 |
| -------------------------------------- | -------------------------------------- | -------------------------------------- | -------------------------------------- | -------------------------------------- |
| Srbi                                   | Srbi                                   |                                        | 1.925                                  | 96,29%                                 |
| Madžari                                | Madžari                                |                                        | 25                                     | 1,25%                                  |
| Jugoslovani                            | Jugoslovani                            |                                        | 15                                     | 0,75%                                  |
| Hrvati                                 | Hrvati                                 |                                        | 6                                      | 0,30%                                  |
| Romuni                                 | Romuni                                 |                                        | 6                                      | 0,30%                                  |
| Slovaki                                | Slovaki                                |                                        | 5                                      | 0,25%                                  |
| Makedonci                              | Makedonci                              |                                        | 2                                      | 0,10%                                  |
| Rusini                                 | Rusini                                 |                                        | 1                                      | 0,05%                                  |
| Rusi                                   | Rusi                                   |                                        | 1                                      | 0,05%                                  |
| Nemci                                  | Nemci                                  |                                        | 1                                      | 0,05%                                  |
| Neznano                                | Neznano                                |                                        | 4                                      | 0,20%                                  |